# Rhyacophila confinium
Rhyacophila confinium là một loài Trichoptera trong họ Rhyacophilidae. Chúng phân bố ở miền Cổ bắc.